# Mike Maczey
Mike Maczey (né le 28 septembre 1972 à Schleswig) est un athlète allemand, spécialiste du décathlon.
Son meilleur résultat est de 8 461 points au meeting de Götzis en 2000.